# Skirroceras macrum
Skirroceras macrum es una especie de amonita de la familia Stephanoceratidae.
Estos carnívoros nectónicos de rápido movimiento vivieron durante el período Jurásico, en la era Bajociense.

## Descripción
Skirroceras macrum tiene un caparazón evoluta que alcanza unos 11,5 centímetros (4,5 pulgadas) de diámetro. Estas amonitas son muy estriadas, con nudos característicos.

## Distribución
Los fósiles de Skirroceras macrum se encuentran en el Jurásico Medio Bajociano de Inglaterra y Francia.